# Stefanie Kloß

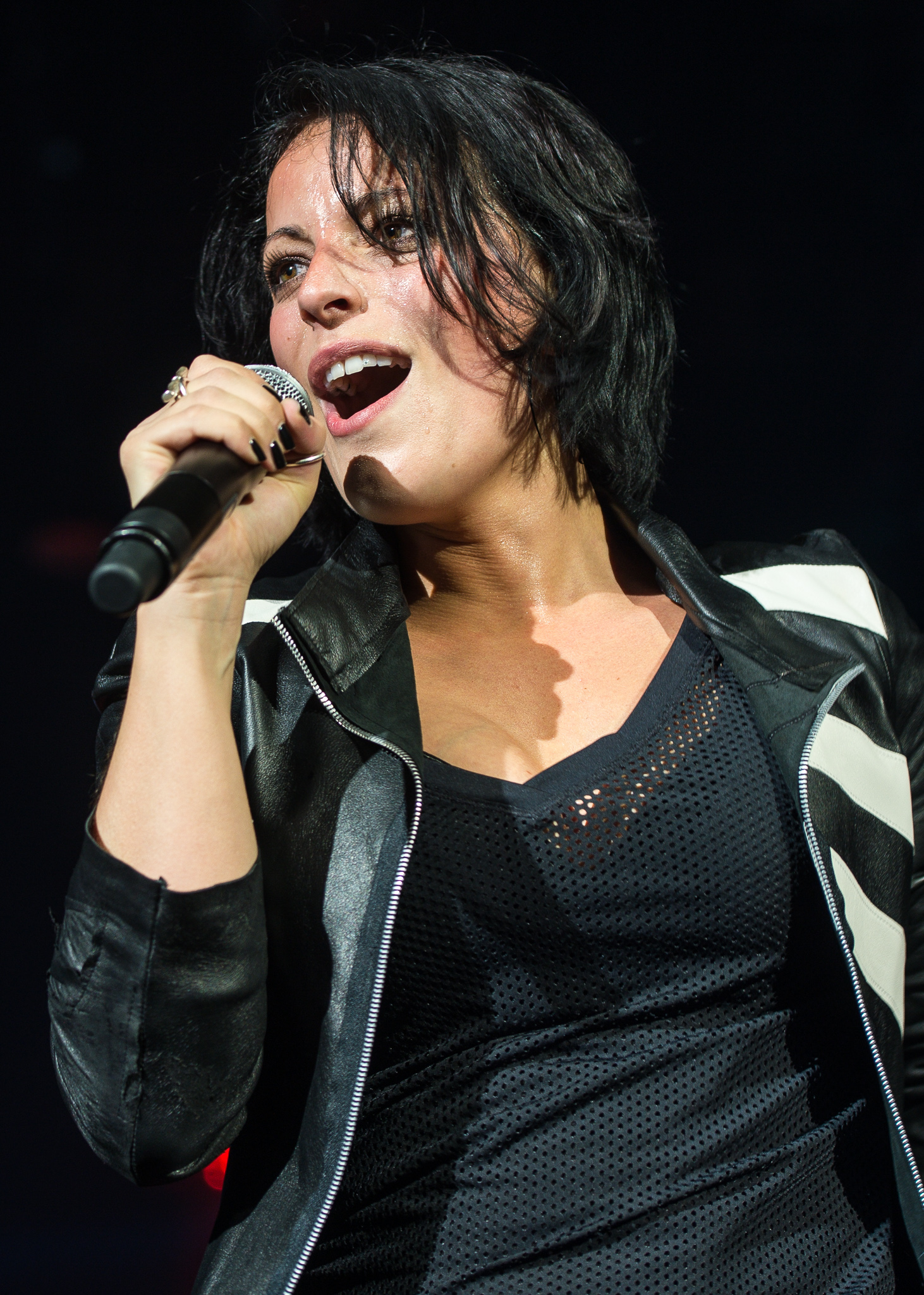
Stefanie Kloß (2016)

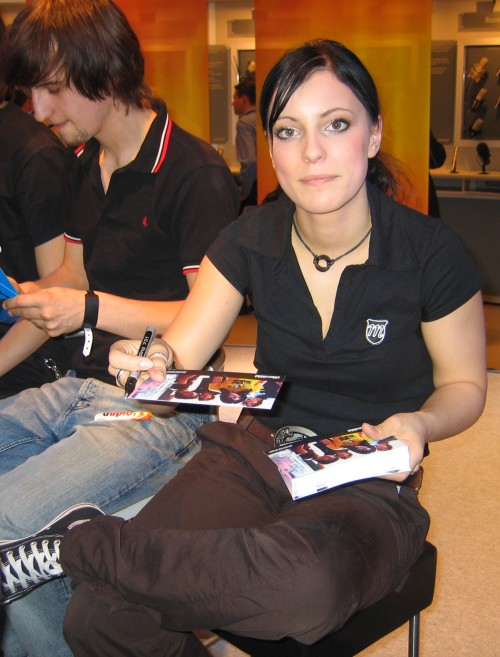
Stefanie Kloß (2005)

Stefanie Kloß (* 31. Oktober 1984 in Bautzen) ist eine deutsche Sängerin, die als Frontfrau der Pop-Rock-Band Silbermond bekannt wurde.

## Leben
Stefanie Kloß wuchs mit einer älteren Schwester in Caminau in der sächsischen Oberlausitz auf. Als Schülerin sammelte sie erste musikalische Erfahrungen in einem Chor des Jugendmusikprojektes Ten Sing. Über eine Freundin wurde sie 1998 mit deren Cousins Johannes und Thomas Stolle bekanntgemacht. Mit Andreas Nowak (Schlagzeug) und Maximilian Maneck (Keyboard) gründeten sie die sechsköpfige Coverband Exakt. Ab 2000 bildeten Kloß, Nowak und die Brüder Stolle zu viert die Band JAST, die sich 2002 in Silbermond umbenannte. 2003 unterschrieb die Band einen Plattenvertrag bei BMG; im selben Jahr legte Kloß am Bautzener Philipp-Melanchthon-Gymnasium das Abitur ab.
Nach Erscheinen ihres Debütalbums Verschwende deine Zeit im Jahr 2004 stieg Silbermond rasch zu einer der kommerziell erfolgreichsten deutschen Bands auf. Daneben trat Kloß auch – solo oder zusammen mit ihren Silbermond-Bandkollegen – als Gastmusikerin mit anderen Künstlern auf. 2005 spielte sie mit Thomas Stolle als Gast auf der Tournee Silly & Gäste, zu der auch eine Live-DVD erschien. Im selben Jahr sang sie für das CD-Projekt Selma – in Sehnsucht eingehüllt das von David Klein vertonte Gedicht Ja der 1942 in einem Arbeitslager umgekommenen Jüdin Selma Meerbaum-Eisinger ein. Für die Kampagne Mädchen checken das der Stiftung Deutsche Krebshilfe nahm sie zusammen mit Marta Jandová, Suzie Kerstgens, Elke Brauweiler und Valentine den 2007 erschienenen Titel Sing dein Leben auf, mit dem weibliche Jugendliche zur Gebärmutterhalskrebs-Impfung aufgerufen werden sollten.
Im selben Jahr las sie für ein Hörbuch der Initiative Laut gegen Nazis Auszüge aus den Lebenserinnerungen der Holocaustüberlebenden Lucille Eichengreen ein, während ihr Bandkollege Andreas Nowak Gedichte von Ruth Rosenfeld einsprach. 2008 war sie als Gastsängerin beim Titel Der Deal auf Udo Lindenbergs Nummer-eins-Album Stark wie zwei zu hören. 2011 erschien das Lied We Are One als Duett zwischen Tom Lüneburger und Stefanie Kloß.
2010 war Kloß Gastjurorin im Finale von Unser Star für Oslo, ein Jahr später in der ersten Ausgabe von Unser Song für Deutschland. 2014 und 2015 war sie als Coach in der vierten und fünften Staffel der Castingshow The Voice of Germany zu sehen. 2016 lieh sie in der deutschen Fassung des Animationsfilms Sing dem Stachelschwein Ash ihre Stimme. 2017 wirkte sie in der vierten Staffel von Sing meinen Song – Das Tauschkonzert mit. Mit dem in der dritten Folge der Staffel an der Seite von Moses Pelham gesungenen Meine Heimat (Original Home von Lena Meyer-Landrut) erreichte sie im Juni 2017 die Singlecharts in Deutschland und der Schweiz. Auch ihre Version von An Angel (Original von der Kelly Family) konnte sich in der Schweiz platzieren.
Im Februar 2017 war Kloß Mitglied der 16. Bundesversammlung. Sie war von der SPD Sachsen nominiert worden. 2019 war sie als Coach in der siebten Staffel The Voice Kids zu sehen. 2020 kehrte sie zu The Voice of Germany zurück und bildete mit Sängerin Yvonne Catterfeld ein Duo-Coachteam. Seit 2020 war sie mehrfach Gast bei der Sendung Joko & Klaas gegen ProSieben. Zudem kehrte sie in den Jahren 2021 und 2025 zu The Voice Kids zurück. Auch 2022 saß sie in der Jury von The Voice of Germany.

### Privates
Seit April 2018 ist Stefanie Kloß Mutter eines Sohnes; Vater des Kindes ist Silbermond-Gitarrist Thomas Stolle.

## Diskografie

### Singles
| Jahr | Titel Album                                               | Höchstplatzierung, Gesamtwochen, AuszeichnungChartplatzierungen (Jahr, Titel, Album, Platzierungen, Wochen, Auszeichnungen, Anmerkungen) | Höchstplatzierung, Gesamtwochen, AuszeichnungChartplatzierungen (Jahr, Titel, Album, Platzierungen, Wochen, Auszeichnungen, Anmerkungen) | Anmerkungen                                                |
| Jahr | Titel Album                                               | DE | CH | Anmerkungen                                                |
| ---- | --------------------------------------------------------- | --- | --- | ---------------------------------------------------------- |
| 2011 | We Are One Lights                                         | DE82 (1 Wo.)DE | — | Erstveröffentlichung: 11. November 2011 mit Tom Lüneburger |
| 2017 | Meine Heimat Sing meinen Song – Das Tauschkonzert, Vol. 4 | DE49 (2 Wo.)DE | CH59 (1 Wo.)CH | Erstveröffentlichung: 6. Juni 2017 mit Moses Pelham        |
| 2017 | An Angel Sing meinen Song – Das Tauschkonzert, Vol. 4     | — | CH89 (1 Wo.)CH | Erstveröffentlichung: 9. Juni 2017                         |

## Filmografie
- 2016: Sing (Stimme von Ashley)
- 2021: Sing – Die Show deines Lebens (Stimme von Ashley)

## Fernsehauftritte
- 2014 – 2015, 2020, 2022 The Voice of Germany, Coach, Sat.1/ProSieben
- 2017 Sing meinen Song, Vox
- 2019, 2021, 2025 The Voice Kids, Coach, Sat.1

## Auszeichnungen
- Nickelodeon Kids’ Choice Awards
  - 2021: in der Kategorie Lieblings-Team: Deutschland, Österreich, Schweiz (The Voice of Germany)[20]